# Maaneffect

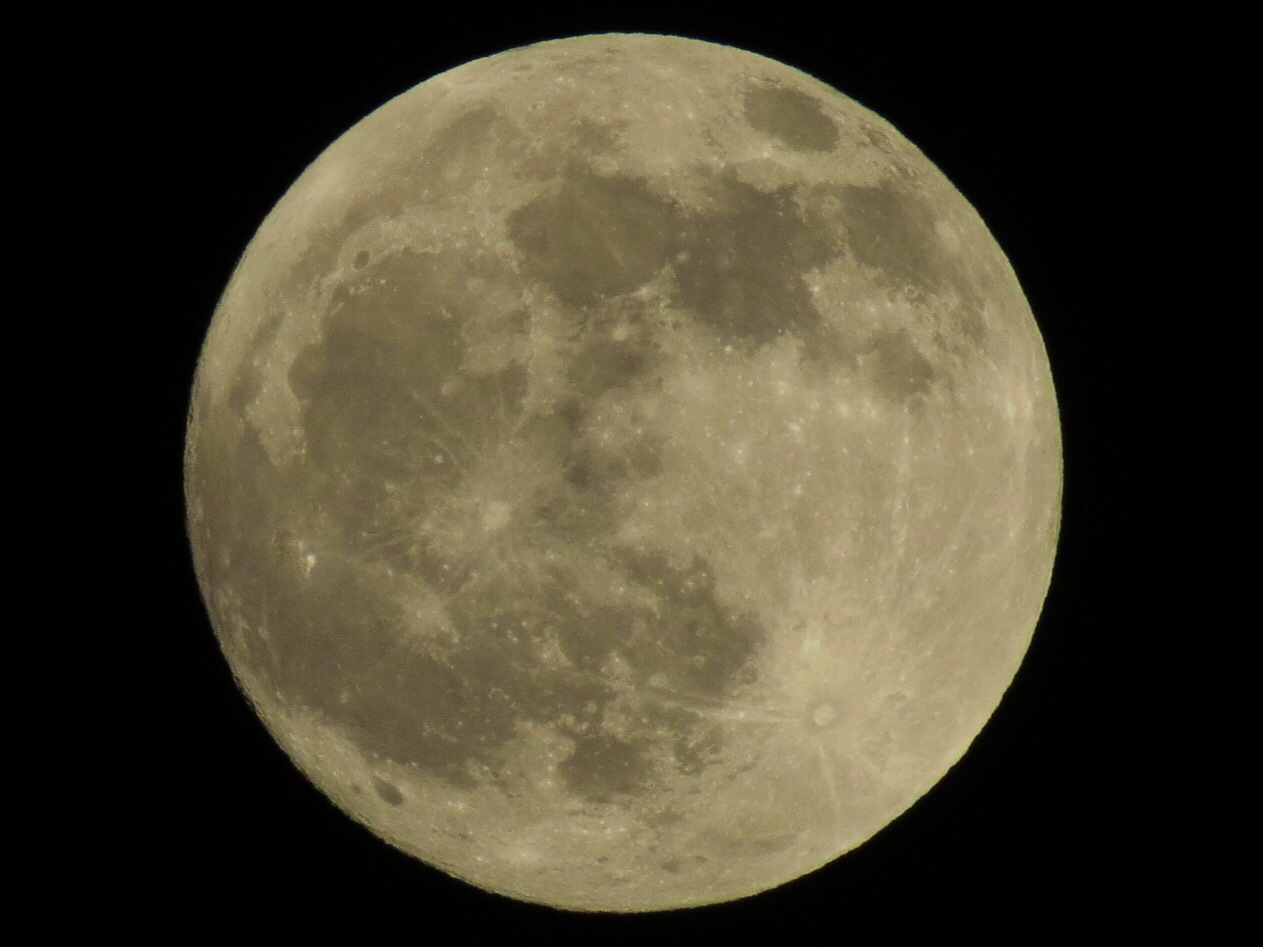
Ondanks wijdverspreide opvattingen is er nog nooit wetenschappelijk aangetoond dat de volle maan een bijzonder effect heeft op het leven op Aarde

Het maaneffect is de opvatting dat er een verband is tussen specifieke stadia van de maancyclus en gedrag van dieren waaronder mensen, dat niet gewoon door een verschil in helderheid zou kunnen worden verklaard. Een aanzienlijk aantal studies heeft de opvatting onderzocht: eind jaren 1980 waren er minstens 40 gepubliceerde studies over het vermeende verband tussen de Maan en maanziekte en minstens 20 gepubliceerde studies over het vermeende verband tussen de Maan en geboortecijfers. Verscheidene uitgebreide literatuuronderzoeken en meta-analyses hebben geen correlatie gevonden tussen de maancyclus en de menselijke biologie of menselijk gedrag. Eén onderzoek met sterke experimentele controle wees op een mogelijk verband tussen slaapkwaliteit en maanfasen, maar er is tot op heden geen onafhankelijke bevestiging van deze resultaten.

## Oorsprong van de opvatting
Voorbeelden van de opvatting zijn gevonden in antieke Assyrische en Babylonische geschriften. De termen maanziekte en lunatisme komen van het Latijnse woord luna, dat maan betekent.

## Contexten
Beweringen dat er een maaneffect is, zijn in de volgende contexten verschenen:

### Vruchtbaarheid
Volgens een breed gedragen opvatting heeft de Maan een verwantschap met vruchtbaarheid vanwege de menselijke menstruatiecyclus. De gedachte is gestoeld op de overeenkomst in lengteduur. De cyclus van de fasen van de maan duurt 29,53 dagen en de menstruatiecyclus duurt gemiddeld 29 dagen en is veranderlijk. Volgens de meeste biologen is de gelijkenis in lengteduur tussen de twee cycli toevallig. Uit een onderzoek in 1980 bleek dat de menstruatiecyclus niet gelijk loopt met de maancyclus. 40 procent van de menstruatieperioden begonnen gedurende de 14 dagen rond volle maan en 60 procent gedurende de andere 15 dagen.

### Voortplantingsgedrag
Californische grunionvissen hebben een ongebruikelijk paairitueel in de lente- en zomermaanden. De eiafzetting vindt plaats tijdens vier achtereenvolgende nachten, beginnend in de nachten van de volle en nieuwe manen als de getijden op hun hoogst zijn. Maar dit is een goed begrepen voorplantingsstrategie die meer te maken heeft met de getijden dan met de maancyclus. Het correleert toevallig met de maanfase omdat de getijden het hoogst zijn wanneer de Zon, de Aarde en de Maan op een lijn staan, namelijk bij nieuwe en volle maan.

### Geboortecijfer
Drie studies die tussen 1959 en 1973 zijn uitgevoerd, meldden een toename van 1% aan geboorten in New York na een volle maan. Echter, meerdere studies hebben geen verband gevonden tussen geboortecijfers en maanfasen. Een analyse uit 1957 van 9551 geboorten in Danville vond geen correlatie tussen geboortecijfers en de schijngestalte van de maan. Verslagen van 11.961 levende geboorten en 8142 natuurlijke geboorten (niet ingeleid door medicijnen of keizersneden) over een periode van vier jaar (1974–1978) bij het UCLA-ziekenhuis correleerden op geen enkele manier met de cyclus van de maanfasen. Een analyse van 3706 spontane geboorten (exclusief geboorten resulterend uit ingeleide bevalling) in 1994 vertoonde geen correlatie met de maancyclus. De spreiding van 167.956 spontane vaginale bevallingen bij een zwangerschapstijd van 37 tot 40 weken in Phoenix in de periode 1995–2000 liet geen verband zien met de maancyclus. Een analyse van 564.039 geboorten (1997–2001) in North Carolina toonde geen voorspelbare invloed aan van de maancyclus op bevallingen of complicaties. Een analyse van 6725 bevallingen (2000–2006) in Hannover onthulde geen significante correlatie tussen geboortecijfers en schijngestalten van de maan. Een analyse uit 2001 van 70.000.000 geboorteverslagen van het National Center for Health Statistics onthulde geen correlatie tussen geboortecijfers en de maancyclus. Een uitgebreide recensie van 21 studies uit 7 verschillende landen toonde aan dat de meerderheid van de studies geen verband met de maancyclus vertoonden en dat de positieve studies onderling inconsistent waren. Uit een recensie van 6 extra studies uit 5 verschillende landen bleek eveneens geen bewijs van een verband tussen geboortecijfers en maanfasen.

### Bloedverlies
Er wordt wel beweerd dat chirurgen vroeger weigerden te opereren bij volle maan vanwege een verhoogd risico op dood van de patiënt door bloedverlies. Een onderzoek vond een statistisch significante correlatie tussen schijngestalten en ziekenhuisopnamen wegens gastro-intestinale bloedingen, maar alleen wanneer de vollemaan-dagen werden vergeleken met alle niet-vollemaandagen bij elkaar genomen. De statistische significantie van de resultaten verdwijnt wanneer men dag 29 van de maancyclus (volle maan) vergelijkt met dag 9, 12, 13 of 27 van de maancyclus, die een vrijwel even groot aantal ziekenhuisopnamen hebben. Onderzoekers merkten wel op dat de grote variatie in het aantal opnamen doorheen de gehele maancyclus de interpretatie van de resultaten beperkte.
In oktober 2009 stelde de Britse politicus David Tredinnick (Conservative) dat tijdens een volle maan chirurgen niet willen opereren omdat de bloedstolling [dan] niet effectief is en de politie meer mensen op straat moet zetten. Een woordvoerder van het Royal College of Surgeons zei dat ze zouden gieren van het lachen bij de gedachte dat ze niet zouden kunnen opereren bij volle maan.

### Menselijk gedrag
Twee studies vonden bewijs dat mensen met psychische aandoeningen over het algemeen perioden van toegenomen gewelddadige of agressieve episoden tijdens een volle maan, maar een recentere studie heeft een dergelijke correlatie niet gevonden. Een analyse van psychische gezondheidsgegevens vond een significant effect van de maancyclus, maar alleen bij schizofrene patiënten. Dergelijke effecten zijn niet per se rechtstreeks verwant aan het gedrag van de Maan. Een onderzoek naar epilepsie vond een significante negatieve correlatie tussen het gemiddelde aantal aanvallen en de fractie van de Maan die belicht werd door de Zon, maar deze correlatie verdween, als men de lokale helderheid van de nachtelijke hemel onderving, hetgeen suggereerde dat het de helderheid van de nacht was die het plaatsvinden van epileptische aanvallen beïnvloedde.
Een literatuurrecensie uit 1978 vond dat de maancyclus en menselijk gedrag niet verwant zijn.

### Veiligheid en justitie
Oudere politieagenten in Brighton kondigden in juni 2007 aan dat ze van plan waren 's zomers meer agenten in te zetten als maatregel tegen agressieproblemen die zij toeschreven aan de maancyclus. Dit volgde op onderzoek van de Politie van Sussex dat concludeerde dat geweldsmisdrijven toenamen tijdens volle maan. Een politiewoordvoerster zei dat onderzoek dat wij hebben uitgevoerd een correlatie tussen geweldsincidenten en volle manen heeft aangetoond. Een politieagent die verantwoordelijk was voor het onderzoek vertelde de BBC dat uit mijn 19 jaar lange ervaring als politieagent lijkt ongetwijfeld dat we tijdens volle maan mensen met vreemd gedrag krijgen – lastiger, ruzieachtiger.
De politie in Ohio en Kentucky heeft tijdelijke oprispingen van misdaad aan de volle maan verweten. In januari 2008 suggereerde de Nieuw-Zeelandse Minister van Justitie Annette King dat een plotselinge piek aan steekpartijen in het land zou kunnen zijn veroorzaakt door de schijngestalten van de maan.
Een gerapporteerde correlatie tussen de maanfase en het aantal moorden en doodslagen in Dade County bleek bij een latere analyse niet te worden ondersteund door de gegevens en het resultaat geweest van ongepaste en misleidende statistische procedures.

### Politiek
Gedragswetenschapper en atmosferische ionenexpert Guy Cramer, directeur van United Dynamics Corp, beweerde dat de volle maan het stemgedrag tijdens de Amerikaanse presidentsverkiezingen 2008 zou kunnen hebben beïnvloed.

### Slaapkwaliteit
De volle maan is veelvuldig in verband gebracht met slaapgedrag. Gepubliceerde studies laten zeer wisselende resultaten zien. Zo blijkt uit sommige studies dat vrouwen gevoeliger zijn en uit andere dat mannen gevoeliger zijn. Ook studies gepubliceerd in Current Biology kwamen met tegenstrijdige resultaten op de vraag bij welke maanstand de REM-slaap het meest vertraagd wordt. Uit een meta-studie (waarbij naar meerdere studies wordt gekeken) blijkt dat er geen enkel statistisch verband is tussen de kwaliteit van slapen en de maanstand. Volgens de onderzoekers zouden de publicaties die eerder wel positieve resultaten lieten zien het resultaat kunnen zijn van een publicatiebias.
De makers van een studie, uitgevoerd in juli 2013 aan de Universiteit van Basel, suggereren dat er correlatie is tussen volle maan en de kwaliteit van slaap bij mensen. Professor Cajochen en zijn collega's presenteren bewijs dat middels een maanritme, slaapstructuren kunnen worden gemoduleerd wanneer deze zijn gemeten onder strikt gecontroleerde condities. Bij 33 vrijwilligers vonden de onderzoekers dat subjectieve en objectieve slaapmetingen verschilden afhankelijk van de maanfase en ze concludeerden dat er zoiets bestaat als een menselijk maanritme. Stringent gecontroleerde laboratoriumcondities in een cross-sectional setting werden toegepast om verstorende effecten uit te sluiten (zoals de hoeveelheid licht bij vollere maan of de potentiële bias in perceptie). Er werden metingen gedaan om het effect van de maanfase te analyseren, zoals elektro-encefalografische activiteit gedurende non-remslaap (NREM) en de afscheiding van specifieke hormonen als melatonine en cortisol.
Op geen enkel moment, gedurende of na de studie, waren de vrijwilligers noch de onderzoekers zich bewust van de a posteriori analyse relatief ten opzichte van de maanfase. Omstreeks volle maan bleek dat de elektro-encefalografie (EEG) delta-activiteit gedurende NREM-slaap (een indicator voor diepe slaap), 30% verlaagd was. De tijd om in slaap te vallen werd met 5 minuten verlengd en de EEG-gemeten totale slaapduur werd met 20 minuten verminderd. Deze veranderingen waren gekoppeld aan de vermindering in subjectieve slaapkwaliteit en verminderde endogene melatonineniveaus.

## Meta-analyse
Bij een meta-analyse naar 37 studies waarin de relatie tussen de vier maanfasen en menselijk gedrag werd onderzocht, werd geen significante correlatie gevonden. De auteurs vonden dat bij bijna de helft van de 32 studies die een correlatie zou aantonen, er sprake was van statistische fouten. In een andere meta-analyse van 20 studies die de relatie tussen de maanfasen en zelfmoord onderzochten, werd in het merendeel van deze 20 geen correlatie gevonden. Bij degene die wel een correlatie vonden, bleken de resultaten inconsistent ten opzichte van elkaar.

## Voorgestelde verklaringen
Degenen die geloven in een maantheorie suggereren verschillende mechanismen waarlangs het menselijk gedrag wordt beïnvloed door de maan. Een gebruikelijke verklaring is dat, net als het effect van de maan op grote entiteiten als het water in de oceanen (ook wel getijdenkracht), men kan verwachten dat de maan een analoog effect heeft op de mens omdat hij voor een groot deel uit water bestaat.
Dit is echter een misvatting die geen rekening houdt met de schaalverschillen. De getijdenkracht is in feite erg zwak en van de impact ervan op de mens kan derhalve niet meer worden verwacht dan de gravitatiewerking ervan op bijvoorbeeld een mug. Daarnaast houdt deze verklaring geen rekening met het feit dat de getijden niet alleen afhankelijk zijn van de stand van de maan, maar ook van het tijdstip op de dag.
Een andere suggestie is dat het aantal positieve ionen verhoogt tijdens een volle maan en dat dit het gedrag van mensen zou beïnvloeden. Dit is echter een pseudowetenschappelijke uitspraak. Niet alleen is de toename extreem klein (kleiner dan de toename die veroorzaakt wordt door bijvoorbeeld een airconditioner of luchtvervuiling)
Sommigen (zoals David Tredinnick) onderbouwen hun beweringen door aan te geven dat veel politiepersoneel, docenten en verplegend personeel het effect van de maan hebben geobserveerd in hun dagelijks werk. Hier wordt echter een beroep gedaan op anekdotes als bewijs voor een veronderstelde correlatie. Mocht het inderdaad zo zijn dat deze beroepsgroepen het maan-effect vaak observeren zal dit vooral kunnen worden verklaard door de zogenaamde confirmatiebias: mensen onthouden en herinneren dramatische gebeurtenissen tijdens een volle maan beter. De vele momenten dat er niets ongebruikelijks gebeurt tijdens volle maan worden niet onthouden of genegeerd. Daarnaast worden impactvolle gebeurtenissen die plaatsvinden zonder volle maan meestal niet meegerekend als bewijs tegen het veronderstelde maan-effect. Aanhangers van de maaneffecttheorie worden verder gesterkt in hun geloof door groepswerking: hoe meer mensen over het effect praten, des te meer het mensen opvalt als er iets gebeurt tijdens volle maan (en hoe meer er weer over wordt gesproken, etcetera).

## Mogelijke evolutionaire verklaringen
Drie à vier miljoen jaar geleden evolueerden tweevoetige hominini in de West-Afrikaanse Grote Slenk in dezelfde omgeving als enkele gevaarlijke carnivoren met uitstekende nachtvisie (zoals de sabeltandtijger). Gebruik makend van een grote dataset met informatie over 1000 verschillende leeuwenaanvallen in Tanzania tussen 1998 en 2009, waren Craig Packer en zijn collega's in staat om aan te tonen dat er een piek van aanvallen was op mensen gedurende de donkere avonduren die volgen op een volle maan. Volgens Packer verklaart dit waarom er zo veel mythes en bijgeloof bestaat over de gevaren en de invloed van de maan.
Curtis Marean beargumenteert dat de moderne mens ongeveer 165.000 jaar geleden, toen de inlandse regionen van het continent droog, dor en onbewoonbaar waren, bijeen kwamen in kleine populaties die geclusterd waren rond de kust. Daarbij waren ze afhankelijk van hetgeen de zee hun te bieden had, zoals schaaldieren die het best te verzamelen zijn tijdens laagtij. Tegen deze achtergrond zou, indien Marean gelijk heeft, het een evolutionaire voordeel hebben voor de mens om de maanfasen goed te bestuderen en te begrijpen. Mensen die deze fasen negeerden of verkeerd interpreteerden zullen in mindere mate in staat zijn geweest om schaaldieren te verzamelen of zelfs zijn verdronken.
Elk van deze evolutionaire verklaringen geven, indien correct, aan op welke wijze de maan van invloed zou kunnen zijn geweest op de evolutie en vorming van bepaald menselijk gedrag in het algemeen. Ze verklaren echter niet op welke wijze de maan van invloed zou kunnen zijn op individuen op een gegeven tijdstip.